# SN 2011ap
SN 2011ap – supernowa typu IIn odkryta 21 lutego 2011 roku w galaktyce IC1277. W momencie odkrycia miała maksymalną jasność 18,30m.